# خوسيه كارلوس كايتانو كزافييه
خوسيه كارلوس كايتانو كزافييه (بالبرتغالية: José Carlos Caetano Xavier‏) هو عالم طيور برتغالي، ولد في 30 أبريل 1975 في قلمرية في البرتغال.